# Rugby-Union-Afrikameisterschaft

Trophäe des Rugby Africa Gold Cup

Die Rugby-Union-Afrikameisterschaft (englisch Rugby Africa Cup; französisch Coupe d'Afrique de rugby à XV) ist ein vom afrikanischen Verband Rugby Africa ausgetragenes Rugby-Union-Turnier für Nationalmannschaften, bei dem jährlich der Afrikameister ermittelt wird. Es wird seit dem Jahr 2000 ausgetragen, zunächst unter den Namen CAR Top 9 bzw. CAR Top 10.
Rekordsieger ist Namibia mit neun Erfolgen. Südafrika ist weitaus stärker als jedes andere afrikanische Team und beteiligt sich daher nicht am Wettbewerb. Bei fünf Teilnahmen mit einer Jugendmannschaft gewann Südafrika drei Mal.

## Geschichte
Beim ersten Turnier im Jahr 2000 nahmen lediglich fünf Nationalmannschaften (Marokko, Namibia, Simbabwe, Südafrika-B und Tunesien) teil. 2004 wurde ein Turnier für Nachwuchsnationen bzw. U-19-Nationalmannschaften eingeführt, die African Development Trophy. 2011 wurden die besten vier Nationen aus dem Wettbewerb ausgegliedert und traten in der Division A1 an.

## Format
Über die Jahre gab es verschiedene Austragungsformate.

### 2014 bis 2018
Von 2014 bis 2018 wurde in einem Auf- und Abstiegsmodus gespielt, wobei die Division 1A die höchste Spielklasse ist, gefolgt von der Division 1B und Division 1C. Diese tragen in den vergangenen Jahren die Namen Africa Gold Cup, Africa Silver Cup, Africa Bronze Cup und Regional Challenge.
Gold Cup: Die besten fünf Nationalmannschaften des Kontinents sowie der Sieger des Silver Cup des Vorjahres. Für 2018 waren dies Kenia, Namibia, Simbabwe, Tunesien, Uganda sowie Marokko.
Silver Cup: Die Teilnehmer des Vorjahres abzüglich des Aufsteigers in den Gold Cup und des Absteigers in den Bronze Cup. Zudem der Absteiger aus dem Gold Cup, der Sieger und Finalist aus dem Bronze Cup. Es wird in zwei regionalen Ligen gespielt.
Bronze Cup: Hier treten vier Nationen an; die zwei Bronze-Cup-Teilnehmer des Vorjahres sowie der Aufsteiger aus der Regional Challenge und der Absteiger aus dem Bronze Cup.
Regional Challenge: Bis zu 20 Nationalmannschaften.

### Seit 2019
16 Mannschaften treten in einem Turnier an. Der Sieger ausgewählter Turniere qualifiziert sich für die Rugby-Union-Weltmeisterschaft. Zunächst spielen die vier schlechtesten Mannschaften des Kontinents auswärts gegen die vier zweitschlechtesten Mannschaften Afrikas. In der zweiten Runde werden die verbliebenen zwölf Mannschaften in vier Gruppen zu je drei Teams verteilt. Diese treten jeweils in Heim- und Auswärtsspielen gegeneinander an. Die vier Gruppensieger treten in einem abschließenden Turnier an einem Ort gegeneinander an.

## Die Turniere im Überblick
| Jahr    | Sieger                                     | Ergebnis                                   | Finalist                                   | Finalort                                   |
| ------- | ------------------------------------------ | ------------------------------------------ | ------------------------------------------ | ------------------------------------------ |
| 2000    | Südafrika (B-Mannschaft)                   | 44 : 14                                    | Marokko                                    | Casablanca                                 |
| 2001    | Südafrika (B-Mannschaft)                   | 36 : 20                                    | Marokko                                    | Casablanca                                 |
| 2002    | Namibia                                    | 26 : 19 17 : 24                            | Tunesien                                   | Windhoek Tunis                             |
| 2003    | Marokko                                    | 27 : 07                                    | Namibia                                    | Casablanca                                 |
| 2004    | Namibia                                    | 39 : 22                                    | Marokko                                    | Windhoek                                   |
| 2005    | Marokko                                    | 43 : 06                                    | Madagaskar                                 | Paris                                      |
| 2006    | Südafrika (B-Mannschaft)                   | 29 : 27                                    | Namibia                                    | Windhoek                                   |
| 2007    | Uganda                                     | 42 : 11                                    | Madagaskar                                 | Antananarivo                               |
| 2008/09 | Namibia                                    | 18 : 13 22 : 10                            | Tunesien                                   | Tunis Windhoek                             |
| 2008    | nur zweite Division                        | nur zweite Division                        | nur zweite Division                        | nur zweite Division                        |
| 2009    | nur zweite Division                        | nur zweite Division                        | nur zweite Division                        | nur zweite Division                        |
| 2010    | unvollständig                              | unvollständig                              | unvollständig                              | unvollständig                              |
| 2011    | Kenia                                      | 16 : 07                                    | Tunesien                                   | Nairobi                                    |
| 2012    | Simbabwe                                   | 22 : 18                                    | Uganda                                     | Jemmal                                     |
| 2013    | Kenia                                      | 29 : 17                                    | Simbabwe                                   | Antananarivo                               |
| 2014    | Namibia                                    | R                                          | Simbabwe                                   |                                            |
| 2015    | Namibia                                    | R                                          | Simbabwe                                   |                                            |
| 2016    | Namibia                                    | R                                          | Kenia                                      |                                            |
| 2017    | Namibia                                    | R                                          | Kenia                                      |                                            |
| 2018    | Namibia                                    | R                                          | Kenia                                      |                                            |
| 2019    | nicht ausgetragen                          | nicht ausgetragen                          | nicht ausgetragen                          | nicht ausgetragen                          |
| 2019/20 | aufgrund der COVID-19-Pandemie abgebrochen | aufgrund der COVID-19-Pandemie abgebrochen | aufgrund der COVID-19-Pandemie abgebrochen | aufgrund der COVID-19-Pandemie abgebrochen |
| 2021/22 | Namibia                                    | 36:0                                       | Kenia                                      | Aix-en-Provence & Marseille                |
| 2024    | Simbabwe                                   | 29:3                                       | Algerien                                   | Kira Town                                  |
| 2025    | Simbabwe                                   | 30:28                                      | Namibia                                    | Kira Town                                  |

## Rangliste
| Rang | Land        | Titel | 2. Platz |
| ---- | ----------- | ----- | -------- |
| 1    | Namibia     | 9     | 3        |
| 2    | Simbabwe    | 3     | 3        |
| 3    | Südafrika-B | 3     | –        |
| 4    | Kenia       | 2     | 4        |
| 5    | Marokko     | 2     | 3        |
| 6    | Uganda      | 1     | 1        |
| 7    | Tunesien    | –     | 3        |
| 8    | Madagaskar  | –     | 2        |
| 9    | Algerien    | –     | 1        |